# ジョンストン・ペティグルー
ジェイムズ・ジョンストン・ペティグルー（英:James Johnston Pettigrew、1828年7月4日 - 1863年7月17日）は、アメリカ合衆国の著作家、弁護士、言語学者、外交官であり、南北戦争の時は南軍の将軍だった。ゲティスバーグの戦いの3日目、悲惨な結果になったピケットの突撃ではその主要な指揮官であり、その数日後、南軍がバージニア州に撤退する途中で戦死した。

## 初期の経歴
ペティグルーはノースカロライナ州ティレル郡で、エベネザーとアン・シェパードのペティグルー夫妻の息子として生まれた。父はフランスのユグノー出身の裕福な家庭の出だった。母と北軍の将軍ジョン・ギボンの母は従姉妹同士であり、ギボンとペティグルーは双従兄弟だった。ペティグルーは15歳の時にノースカロライナ大学チャペルヒル校に入学した。数学や古典語が得意科目であり、また博愛協会の会員になった。フェンシングやボクシングでは同級の中で指導的存在でもあった。ジェームズ・ポーク大統領からその学業成績を誉められ、アメリカ海軍天文台助教授に指名された。その後ボルティモアで法律を学んでサウスカロライナ州チャールストンで叔父の会社に入り、ドイツに旅行して民法を研究した。ペティグルーは7年間ヨーロッパを回り、その間にフランス語、ドイツ語、イタリア語およびスペイン語の読み書きができるようになり、ギリシャ語、ヘブライ語およびアラビア語は読めるようになった。旅行記『スペインとスペイン人に関する覚書』を書き、外交の仕事で時を過ごした。
アメリカに戻ると1856年にサウスカロライナ州議会議員に選出された。語学に堪能で民法の知識があったにも拘らず、国と出身州に奉仕する方法として軍隊の方に傾いていった。1860年12月、サウスカロライナ州知事の補佐官を務め、翌年4月にはチャールストン港にあるサムター砦の北軍指揮官と、知事およびサウスカロライナ民兵隊当局との間の交渉に参加した。

## 南北戦争
宣戦布告があると、ペティグルーはウェイド・ハンプトンがサウスカロライナ州で立ち上げたハンプトン・リージョンに1兵卒として入隊したが、直ぐに第1サウスカロライナ・ライフル銃連隊の大佐任官を受けた。その後ノースカロライナ州に戻って第12（後に第22）ノースカロライナ歩兵連隊を指揮した。アメリカ連合国大統領ジェファーソン・デイヴィスとジョセフ・ジョンストン将軍の2人がペティグルーにもっと高い階級を与えようとしたが、軍隊経験が無いためにこれを辞退した。しかし、南軍には資格ある士官の必要性が痛切だったので、大佐になったばかりのペティグルーはバージニア州に行って、1862年2月26日に准将への昇進を受けた。
ある若い親戚がペティグルーの参謀として「安全な場所」を求めた時、「この旅団で最も安全で無い場所は私の周りだということを保障する。いかなる手段を採っても彼から安全な場所という考え方を取り去らせよう。時間が経てば悔やむことになるから。危険のある場所は確かに名誉もある地位だ」と答えた。ペティグルーはまさにこの言葉通りの人間だった。

### 半島方面作戦
1862年夏、半島方面作戦のとき、ペティグルーはセブンパインズの戦いで重傷を負った。ミニエー弾が当たり、喉、気管および肩を痛めた。出血多量で死にそうになっており、倒れている間に別の銃弾を腕に受け、また銃剣を右脚に受けた。ペティグルーはその傷が致命傷だと思い、部隊兵が前線から後方に連れ出そうとしても認めなかった。戦場に死に行くままに残されている間に、北軍の捕虜として意識を回復した。2ヵ月後には捕虜交換となって南軍に戻り、傷からも快復して、秋にはリッチモンド周辺でD・H・ヒル少将師団の1個旅団を指揮し、冬にはノースカロライナ州とバージニア州南部で1個旅団を指揮した。1863年6月にゲティスバーグ方面作戦が始まるまさにその時にノースカロライナの旅団に復帰した。

### ゲティスバーグ方面作戦
アメリカ連合国陸軍省はペティグルーの旅団をロバート・E・リー将軍の北バージニア軍に付けたので、ペティグルーはフレデリックスバーグに行って、5月遅くにその軍隊に再合流した。ペティグルーの旅団はA・P・ヒル中将の第3軍団でヘンリー・ヒース少将師団の最強旅団だった。その旅団の連隊は州民兵隊の補給庫から制服を新たにしライフル銃を装備して、メリーランド州とペンシルベニア州を行軍する間、素晴らしい軍隊の外観だった。その連隊指揮官の何人かはノースカロライナ州の農園主「貴族社会」の者達でもあり、第11ノースカロライナ歩兵連隊を指揮するコレット・レブンソープ大佐や、ゲティスバーグでは南軍最大の連隊である第26ノースカロライナ連隊長である21歳のハリー・バーグウィンがいた。ペティグルーの旅団は1年間近く重大な戦闘に参加していなかったが、士官兵卒合わせて2,500名以上の勢力となった。
ペティグルーの旅団は1863年7月1日（ゲティスバーグの戦いの1日目）に、ゲティスバーグの西にあるマクファーソンとヘルプスト農園で北軍の鉄の旅団と戦うことになり、その4個連隊全てが損失率40%以上という大きな被害を受けたが、マクファーソンリッジから北軍を追い払うことに成功した。ペティグルーはその午後にヒース将軍が負傷した後で、師団指揮を引き継ぎ、翌日の戦闘中にセミナリーリッジ背後に入ったとき、ボロボロになった師団を再編成しようとした。

#### ピケット突撃
7月3日、リー将軍は、ピケットの突撃と呼ばれる有名な歩兵襲撃でジョージ・ピケット少将部隊の左にペティグルーの師団を選んだ（最近の歴史家達には、ピケットが攻撃部隊の3分の1を指揮しただけなので、この突撃の名称を「ピケット＝ペティグルー＝トリンブル襲撃」とする者がいる）。これはリーにとって誤りとなった。リーはペティグルー師団の惨憺たる状態についてペティグルーに問い合わせてはいなかった。
師団が前進すると殺人的な銃火を浴びた。ペティグルーは騎っていた馬が撃たれ、徒歩で前進を続けた。従兄弟のジョン・ギボンが一部を守っていたセメタリーリッジの石壁から100ヤード (90 m) まで接近したときに、ペティグルーは散弾で左手を酷く負傷した。ペティグルーは痛みが激しかったが、攻撃が失敗したと分かるまで部下と共に残った。意気消沈したペティグルーは血だらけの手を抱えてセミナリーリッジまで歩き、そこでリー将軍に出合った。ペティグルーは話し掛けようとしたが、リーはその傷のひどさを見て、まず「将軍、残念だが怪我しているようだね。後方へ行きなさい」と言った。ペティグルーは痛々しい敬礼をして、何も言わずに後方へ下がった。

#### フォーリングウォーターと死
ペティグルーはポトマック川に向かって後退する間もヒース将軍が快復するまでその師団指揮を続けた。ウェストバージニア州フォーリングウォーターで水嵩の増したポトマック川で止められ、ペティグルー旅団は川のメリーランド川の岸で厚い散開線を布き、渡河地点に至る道路を守った。リー軍が船橋で川を渡る間、北軍の騎兵隊が夜通し南部守備隊に探りを入れた。7月14日朝、ペティグルー旅団はまだポトマック川北岸にいる南軍部隊の1つであり、北軍騎兵隊が接近していた。ペティグルーは徒歩で前線に出て兵士達を指揮していたが、この時北軍ミシガン旅団の騎兵から至近距離で撃たれ、弾は腹に入った。ペティグルーはその場に残って北軍に捕まることを拒んでいたので、即座に後方に下げられポトマック川を渡った。ペティグルーは3日後にウェストバージニア州バンカーヒルで死んだ。総勢の56%を失っていたその旅団は実効ある戦闘集団としては体をなさなくなっていた。

## 遺産

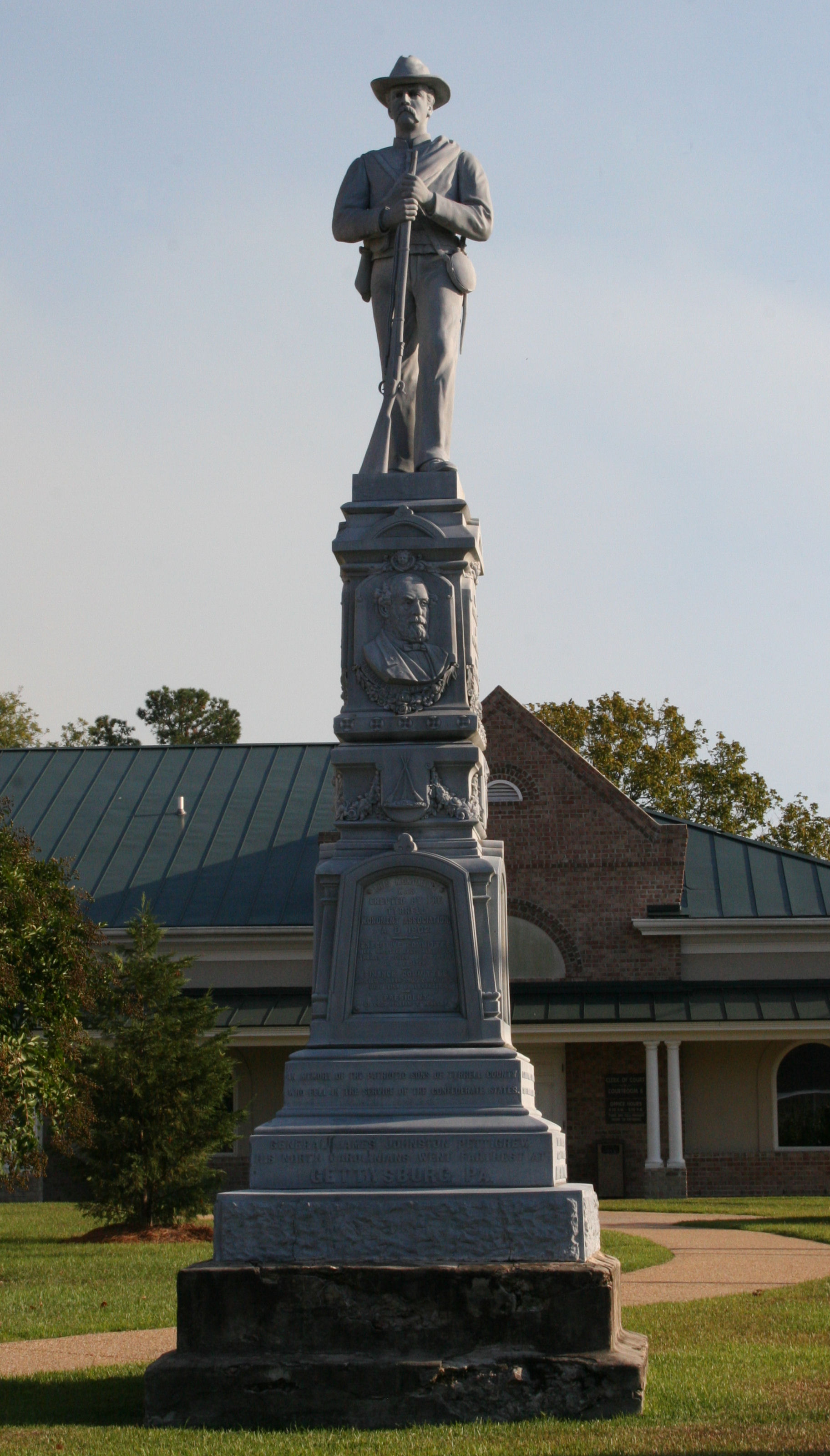
ティレル郡南軍記念碑はペティグルー将軍の死を記念している。ノースカロライナ州コロンビアのイースト・メインストリート、郡庁舎の芝生にある。

ペティグルーを失ったことでその家族は悲嘆に暮れた。ノースカロライナ州ではその喪に服する日を公式に持った。その死はリー将軍にも影響を与え、「この軍隊は1人の勇敢な軍人でかつ南軍の功績ある士官を失った。」と言った。ペティグルー将軍の遺体はノースカロライナ州に戻され、その家族領地「ボナーバ」に埋葬された。そこは現在ワシントン郡とティレル郡に跨るペティグルー州立公園の一部となっている。
ノースカロライナ州ルノアールにある南軍古参兵の息子達のジェイムズ・ペティグルー将軍キャンプ1401号は、ペティグルーに因んで名付けられた。
第二次世界大戦の時のリバティ船SSジェイムズ・S・ペティグルーはペティグルーの栄誉を称えて名付けられた。

## 大衆文化の中で
1993年の映画『ゲティスバーグ』では、俳優ジョージ・レーゼンビーがペティグルーを演じた。